# Eumesosoma
Genre
Synonymes
- Mesosoma Weed, 1892 nec Otto 1821

Eumesosoma est un genre d'opilions eupnois de la famille des Sclerosomatidae.

## Distribution
Les espèces de ce genre sont endémiques des États-Unis.

## Liste des espèces
Selon World Catalogue of Opiliones (16/05/2021) :
- Eumesosoma arnetti Cokendolpher, 1980
- Eumesosoma ephippiatum (Roewer, 1923)
- Eumesosoma nigrum (Say, 1821)
- Eumesosoma ocalense Cokendolpher, 1980
- Eumesosoma roeweri (Goodnight & Goodnight, 1943)
- Eumesosoma sayi Cokendolpher, 1980

## Publications originales
- Cokendolpher, 1980 : « Replacement name for Mesosoma Weed, 1892, with a revision of the genus (Opiliones, Phalangiidae, Leiobuninae). » Occasional Papers of The Museum Texas Tech University, no 66, p. 1–19 (texte intégral).
- Weed, 1892 : « Notes on harvest-spiders. » The American Naturalist, vol. 26, p. 528–530 (texte intégral).